# Agrostis muscosa
Agrostis muscosa är en gräsart som beskrevs av Thomas Kirk. Agrostis muscosa ingår i släktet ven, och familjen gräs. Inga underarter finns listade i Catalogue of Life.